# Barbie: Dreamtopia (serial animowany)
Barbie: Dreamtopia (ang. Barbie Dreamtopia: The Series, od 2017) – amerykański serial animowany stworzony przez Julię Pistor i Saula Blinkoffa, powstały na podstawie filmu Barbie: Dreamtopia z 2016 roku wyprodukowanego przez wytwórnię Mattel Creations. Wyprodukowany przez wytwórnię Mattel Creations.
Premiera serialu odbyła się 5 listopada 2017 na stronie internetowej YouTube. W Polsce premiera serialu odbyła się 6 stycznia 2018 na antenie MiniMini+.

## Fabuła
Serial opisuje perypetie wesołej dziewczynki imieniem Chelsea – najmłodszej siostry Barbie, która udaje się do magicznego świata Dreamtopii w poszukiwaniu niezwykłych przygód. Czarodziejska kraina zamieszkiwana jest przez syreny pływające w tęczowych rzekach oraz wróżki unoszące się w chmurach z waty cukrowej.

## Wersja polska
Wersja polska: VSI & Master Film

Reżyseria: Zbigniew Suszyński

Tłumaczenie i dialogi: Antonina Kasprzak

Montaż i zgranie:
- Jacek Osławski (odc. 4-6),
- Marta Bator (odc. 7-8)

Kierownik produkcji: Katarzyna Fijałkowska

Wystąpili:
- Zofia Modej – Chelsea
- Beata Wyrąbkiewicz – Barbie
- Filip Rogowski – Notto / Otto

W pozostałych rolach:
- Zuzanna Jaźwińska
- Marta Dylewska
- Kamil Pruban
- Anna Wodzyńska
- Jacek Kopczyński
- Julia Kołakowska-Bytner
- Maksymilian Michasiów
- Maciej Więckowski
- Maksymilian Bogumił

i inni
Lektor: Zbigniew Suszyński

## Spis odcinków

### Seria 1 (od 2017)
| Nr | Tytuł                                   | Tytuł polski                          | Premiera          | Premiera w Polsce |
| -- | --------------------------------------- | ------------------------------------- | ----------------- | ----------------- |
| 1  | Building a Licorice Barn                | ---                                   | 26 maja 2017      | nieemitowany      |
| 2  | The Supersonic Sparkling Lemonator      | ---                                   | 25 maja 2017      | nieemitowany      |
| 3  | The Germonstrator                       | ---                                   | 28 maja 2017      | nieemitowany      |
| 4  | Keep On Looking 'til You Find It        | ---                                   | 27 maja 2017      | nieemitowany      |
| 5  | The Sweetest Journey                    | Najsłodsza podróż                     | 5 listopada 2017  | 6 stycznia 2018   |
| 6  | A Mopple Mishap                         | Głuchy telefon kołtunów               | 12 listopada 2017 | 6 stycznia 2018   |
| 7  | A Staticky Situation                    | Zelektryzowani                        | 19 listopada 2017 | 7 stycznia 2018   |
| 8  | The Lost Treasure of the Prism Princess | Zaginiony skarb Świetlnej Księżniczki | 26 listopada 2017 | 7 stycznia 2018   |
| 9  | Four Times the Chelsea                  | Cztery razy Chelsea                   | 3 grudnia 2017    | 13 stycznia 2018  |
| 10 | The Wispy Forest Hairathalon            | Zawodnicy i trenerzy                  | 10 grudnia 2017   | 13 stycznia 2018  |
| 11 | A Winning Color Combination             | Wszystkie kolory tęczy                | 17 grudnia 2017   | 14 stycznia 2018  |
| 12 | The Damaged Spellbook                   | Popsuta księga zaklęć                 | 24 grudnia 2017   | 14 stycznia 2018  |
| 13 | Concert in the Clouds                   | Koncert w chmurach                    | 31 grudnia 2017   | 20 stycznia 2018  |
| 14 | Forest Full of Friendship               | Las pełen przyjaźni                   | 7 stycznia 2018   | 20 stycznia 2018  |
| 15 | Bearable Barry                          | Inny miś                              | 13 stycznia 2018  | 21 stycznia 2018  |
| 16 | Glitter Ball Trouble                    | Błyskokulątka                         | 21 stycznia 2018  | 21 stycznia 2018  |
| 17 | Unicorn in the Cloud                    | Jednorożec w chmurach                 | 28 stycznia 2018  | 21 kwietnia 2018  |
| 18 | Sailing on a String                     | Żeglując po niebie                    | 4 lutego 2018     | 21 kwietnia 2018  |
| 19 | Rainbow Cove Games                      | Igrzyska w Zatoce Tęczy               | 18 lutego 2018    | 22 kwietnia 2018  |
| 20 | The Magic Seeds                         | Magiczne nasiona                      | 25 lutego 2018    | 22 kwietnia 2018  |
| 21 | A Sound in Sweetville                   | Straszny dźwięk w Krainie Słodkości   | 4 marca 2018      | 28 kwietnia 2018  |
| 22 | It's Not Easy Being Clean               | Problemy z porządkiem                 | 11 marca 2018     | 28 kwietnia 2018  |
| 23 | Magical Gifts of the Forest             | Magiczne podarunki lasu               | 18 marca 2018     | 29 kwietnia 2018  |
| 24 | The Sweetville Parade                   | Parada w Krainie Słodkości            | 25 marca 2018     | 29 kwietnia 2018  |
| 25 | The Fancy Cheese Fiasco                 | Sir Camembert ma tremę                | 1 kwietnia 2018   | 5 maja 2018       |
| 26 | The Tumblin' Tangleweed                 | Tajemnicze zguby                      | 8 kwietnia 2018   | 5 maja 2018       |